# エリック・ボッタイム
エリック・ボッタイム（Erik Botheim, 2000年1月10日 - ）は、ノルウェー・オスロ出身のサッカー選手。アルスヴェンスカン・マルメFF所属。ポジションは FW。

## クラブ経歴
2015年に3部リーグのFKリンで15歳でプロデビューし、2016年にローゼンボリBKに移籍。翌年トップチームに昇格。2018年シーズンに移籍後初ゴールを決め、2019年シーズンは7試合3ゴールを記録。2020年シーズンはローン移籍でスターベクIFでプレー。2021年2月にFKボデ/グリムトに完全移籍。新天地で得点能力が開花。10月21日のUEFAカンファレンスリーグのグループC第3戦のASローマ戦では、前半8分に先制ゴールを決めると、後半7分にもゴールを決め、6-1の大勝に貢献。この活躍で、ローマのライバルにあたるSSラツィオが、ボッタイムの獲得に興味を持っている事が報じられる。その後ボッタイムは国内リーグエリテセリエンで自身初の二桁ゴールとなる15ゴールを決め、ボデ/グリムトのリーグ連覇に貢献。同年シーズン終了後には今度はFCクラスノダールへの移籍の噂が報じられた。
2021年12月22日、FCクラスノダールと3年半の契約を締結。しかし、2022年2月に2022年ロシアのウクライナ侵攻が勃発。これに対しFIFAとUEFAは、ロシアリーグでプレーする外国人選手に対する特別救済条項を発表。ボッタイムはこの条項を行使して5月にクラスノダールとの契約を解消した。
2022年7月7日、USサレルニターナ1919と4年契約を締結。8月29日のUCサンプドリア戦でセリエA初ゴールを決めた。
2024年1月31日、マルメFFに4年契約で移籍した。

## 代表歴
2017年から各ユース世代のノルウェー代表に随時招集され、UEFA主催のユース選手権にも出場。2021年10月には2022 FIFAワールドカップ・ヨーロッパ予選に向けてのフル代表に初招集を受けたが、出場機会はなかった。
2024年6月8日、デンマーク代表との親善試合でA代表初出場。

## 人物
- アーリング・ハーランドとは旧地の仲で、ラップグループを形成した過去を持つ[9]。